# Patagónciprus

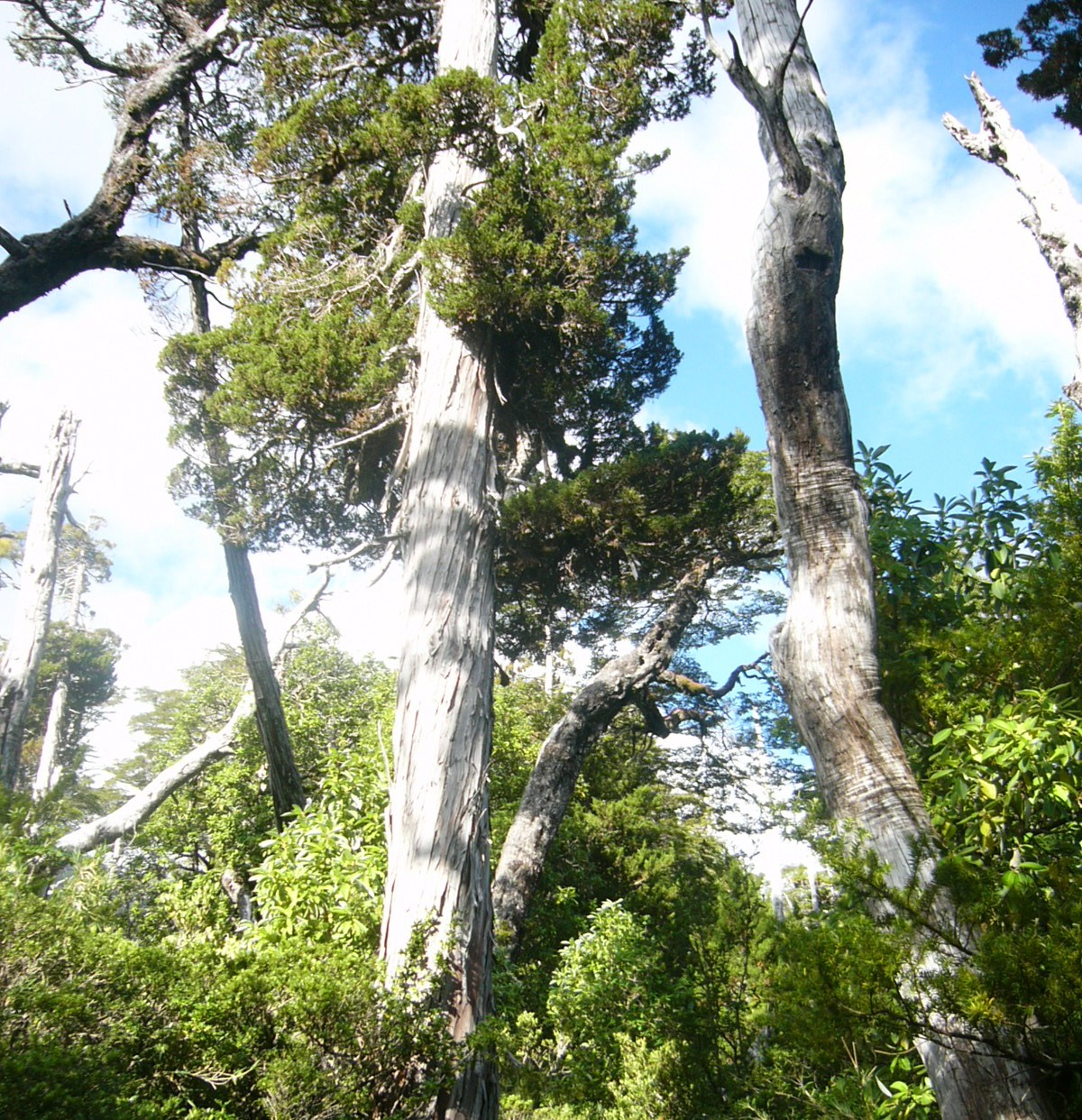
Az „ezeréves ciprus” Chilében, a Llanquihue Természetvédelmi Területen

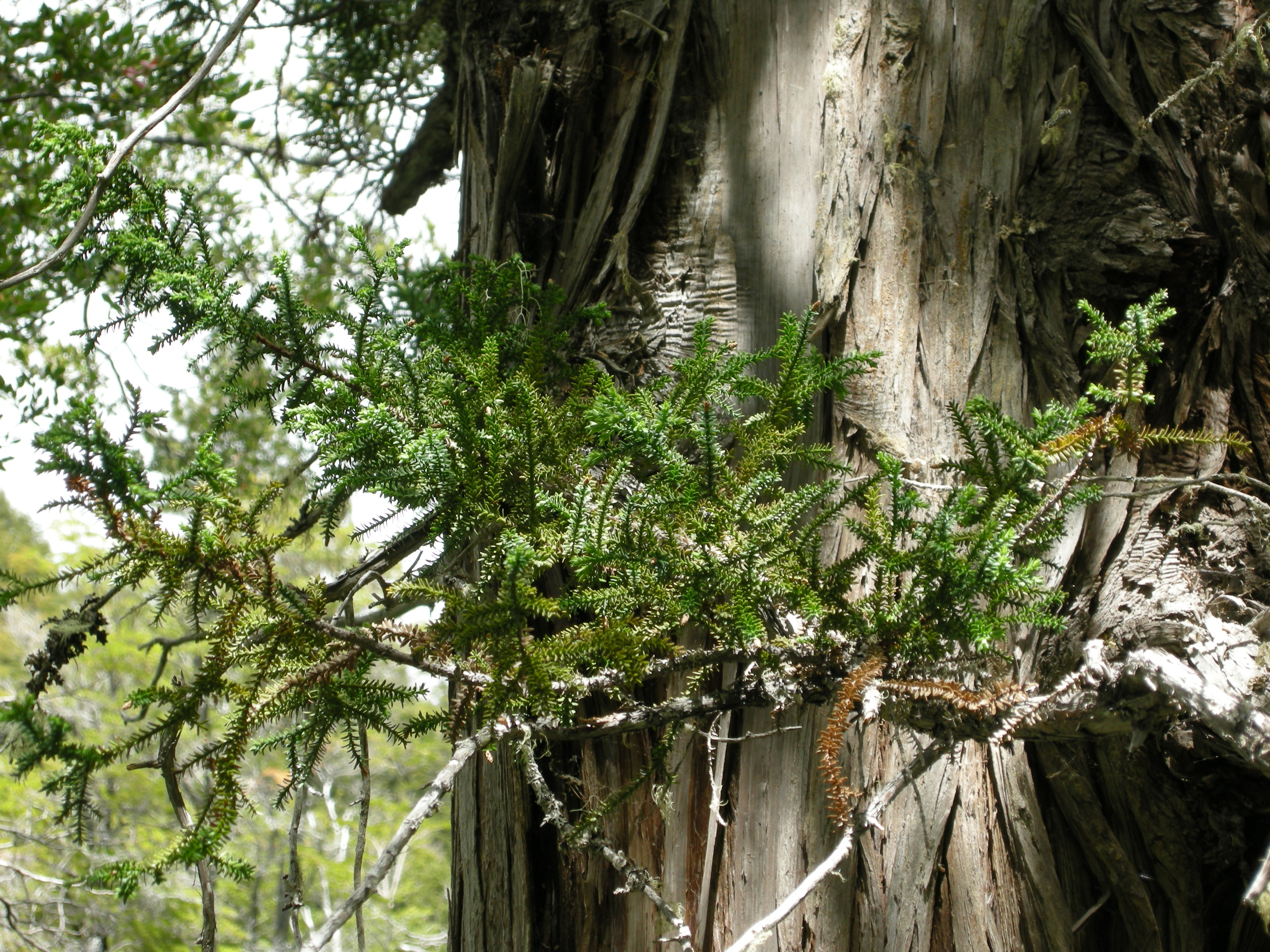
Leveles hajtásai az Argentína Chubut tartományában található Los Alerces Nemzeti Parkban

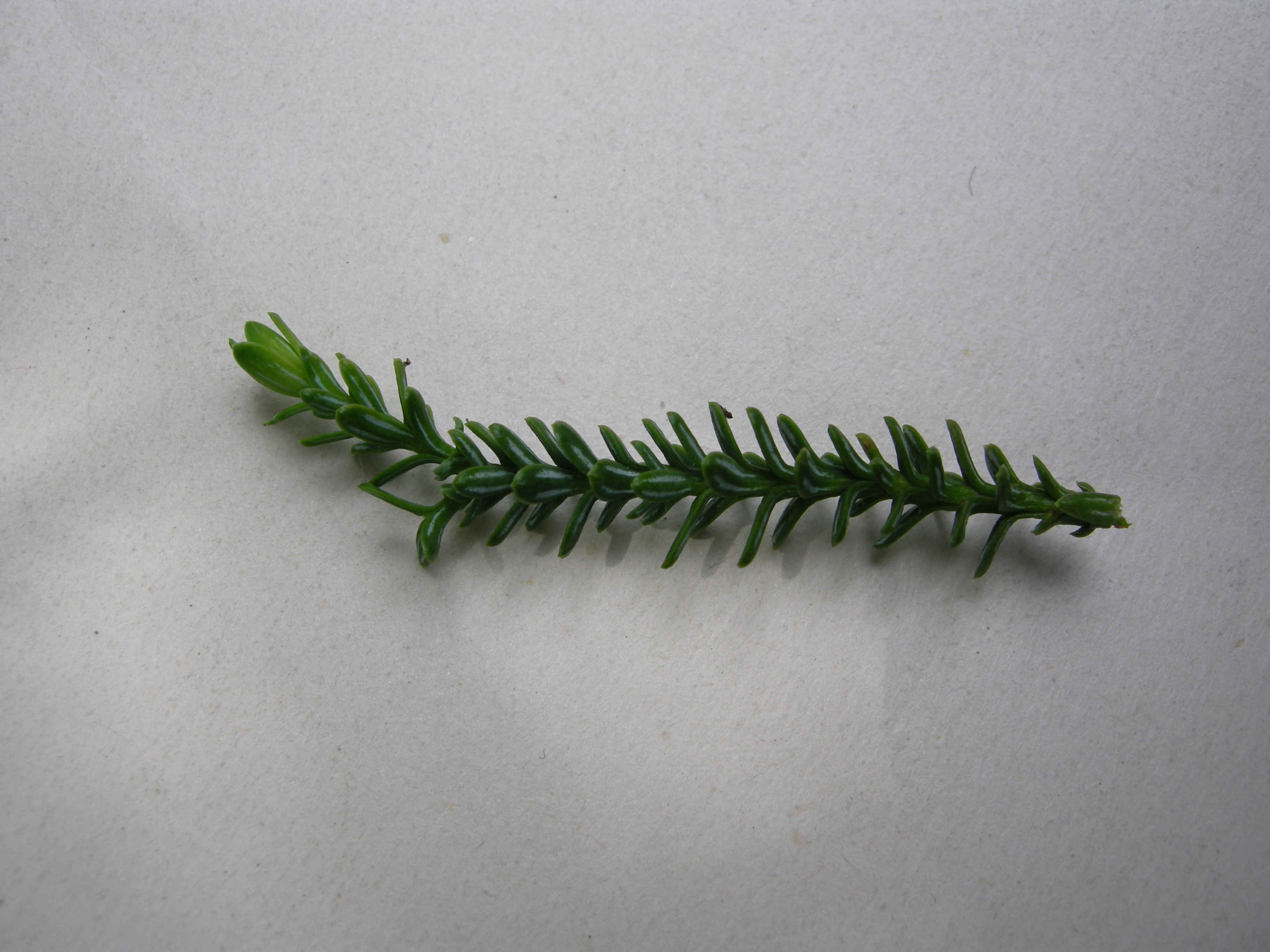
Leveles rövidhajtása

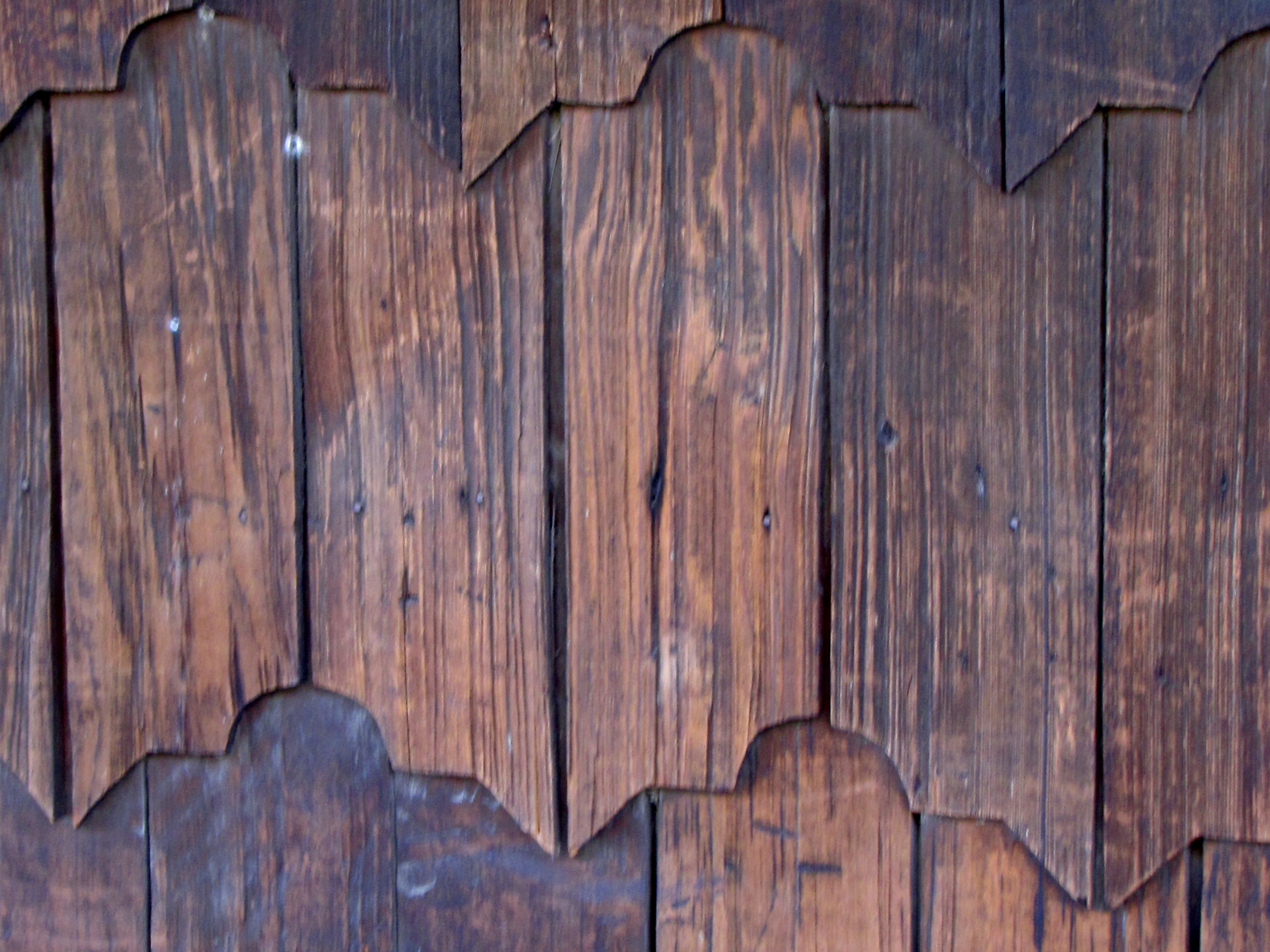
A fájából készült tetőcserép

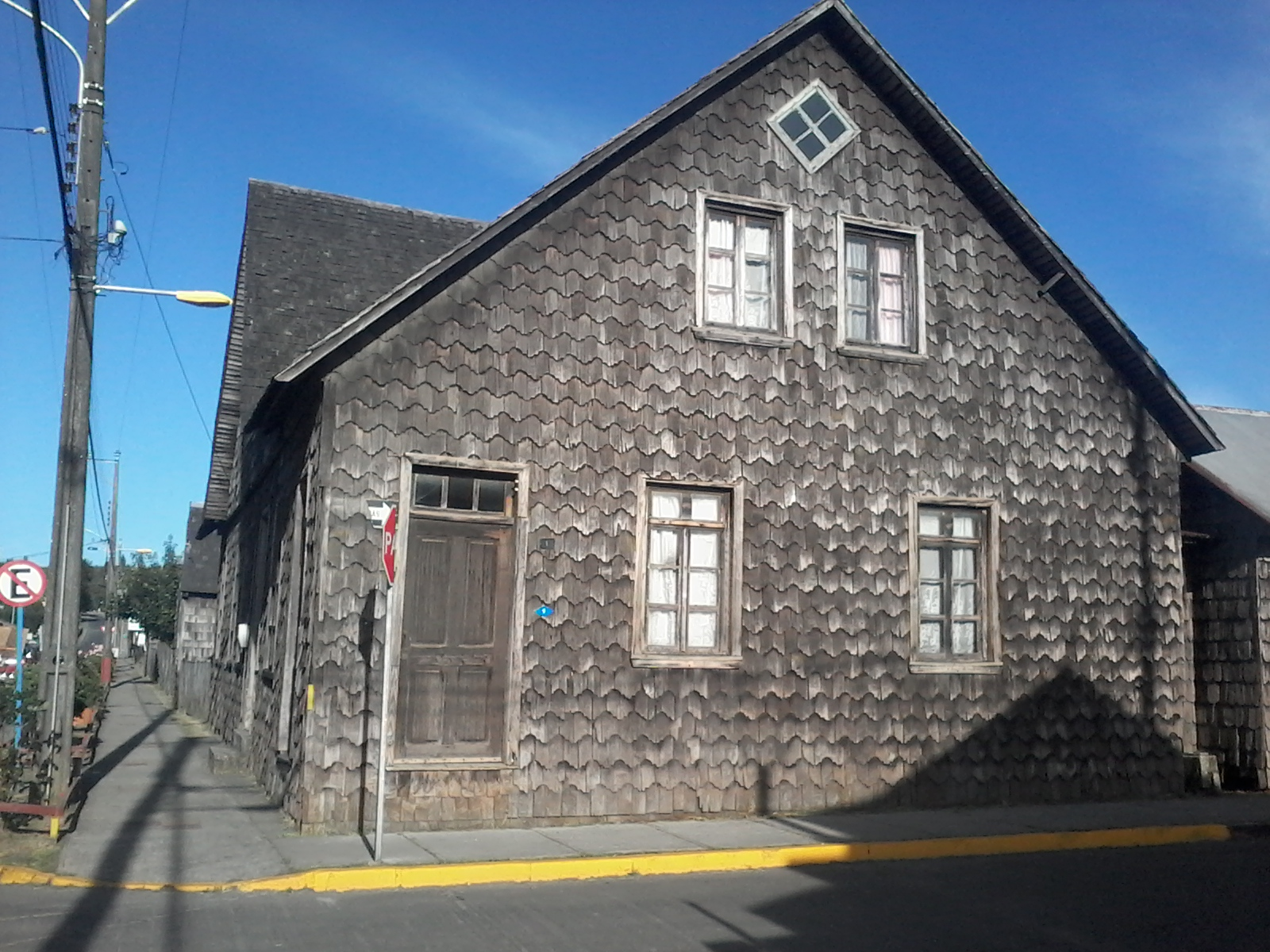
A fájából épült ház Curaco de Vélezben Chile, Los Lagos régió, Chiloé tartomány

A patagónciprus (Fitzroya) a ciprusfélék családjának egyik monotipikus nemzetsége — egyetlen faja az alercefa Fitzroya cupressoides (Fitzroya patagonica).

## Elterjedése
Kizárólag Patagóniában, tehát Chile és Argentína déli részén nő az Andok hegyeiben. Arborétumok díszeként a világon többfelé betelepítették.

## Megjelenése, felépítése
50–60 méteresre növő, sudár termetű fa. Törzse vöröses, mélyen barázdált. 
Hajtásai vékonyak, hosszan lelógók.

## Életmódja, termőhelye
Hosszú életű; nem ritkák a 2000 éves példányok. Az „ezeréves ciprusnak” (Alerce Milenario) nevezett fa valójában körülbelül 3640 éves (a 2010-es években). Ez a Chile Los Ríos régiójában, az Alerce Costero Nemzeti Parkban élő fa több mint hatvan méter magas; törzsének kerülete 11,4 méter.
Az enyhe, óceáni mérsékelt öv növénye, amely eredeti termőhelyén évi 2-3000 milliméter csapadékot is megkap.  Angliában, ahol néhol erősebb fagyokat is kiáll, csak mutatós, laza, csüngő hajtású bokor. Magyarországon ültetésével csak védett, párás helyen érdemes próbálkozni.

## Felhasználása
Fája rendkívül szívós és ezért értékes. Még az évek óta kidőlt törzsek fája sem korhadt. Hagyományosan épületfának használják.